# Jesús María Lacruz
Jesús María Lacruz Gómez (Pamplona, 25 de abril de 1978) é um ex-futebolista profissional espanhol que atuava como defensor, medalhista olímpico.

## Carreira
Lacruz representou a Seleção Espanhola de Futebol, nas Olimpíadas de 2000, medalha de prata. 